# Trachyspora intrusa
Trachyspora intrusa är en svampart som först beskrevs av Robert Kaye Greville, och fick sitt nu gällande namn av Joseph Charles Arthur 1934. Trachyspora intrusa ingår i släktet Trachyspora och familjen Phragmidiaceae.   Inga underarter finns listade i Catalogue of Life.